# Ordine di Scharnhorst
L'Ordine di Scharnhorst è stato una decorazione della Repubblica Democratica Tedesca.

## Storia
L'Ordine è stato fondato il 17 febbraio 1966 e dedicato al generale Gerhard von Scharnhorst per premiare eccezionali contributi al rafforzamento delle forze di difesa e di comando, al lavoro sullo sviluppo della scienza militare e della tecnologia militare, al rafforzamento dei militari socialisti in una coalizione militare fraterna.

## Insegne
- L'insegna era una stella dorata raffigurante il busto del generale con sotto dei fucili.
- Il nastro era blu con due strisce gialle.